# Kecamatan Denpasar Barat
Kecamatan Denpasar Barat är ett distrikt i Indonesien.   Det ligger i provinsen Provinsi Bali, i den sydvästra delen av landet, 1 000 km öster om huvudstaden Jakarta. Kecamatan Denpasar Barat ligger på ön Bali.